# Грудзиньский, Антоний Вавжинец
Антоний Вавжинец Грудзиньский (пол. Antoni Wawrzyniec Grudziński; 29 июля 1875, Сейны — 3 февраля 1929, Варшава) — польский композитор и музыкальный педагог. Отец Чеслава Грудзиньского.
Окончил Варшавский музыкальный институт по классу фортепиано (1896), ученик Рудольфа Штробля и Александра Михаловского; получил также диплом органиста, занимался композицией под руководством Зыгмунта Носковского.
В 1901—1914 гг. руководил в Лодзи музыкальными курсами. В 1914 г. перенёс их в Варшаву, в 1921 г. переименовав в Музыкальный институт Грудзиньского (пол. Instytut muzyczny Antoniego Grudzińskiego); в межвоенной Польше учебное заведение Грудзиньского приобрело статус наиболее популярной (хотя и не самой высококлассной) музыкальной школы. Среди работавших в школе Грудзиньского педагогов в Варшаве и Лодзи были его учитель Носковский (до 1905 г.), пианисты Войтех Гавронский и Зыгмунт Таубе, певицы Амелия Мария Шиманьска (1864—1917) и Маргот Кафталь, певец Францишек Фрешель, скрипач Мауриций Френкель, хоровой дирижёр Завл Зильбертс, хоровой дирижёр Тадеуш Йотейко и пианистка Маргерита Тромбини. После смерти Грудзиньского его школу в 1936—1940 гг. возглавлял его сын Чеслав.
Сотрудничал с газетой Echo muzyczne как лодзинский корреспондент. В 1908—1909 гг. возглавлял лодзинское певческое общество «Лира». Автор салонных фортепианных пьес, романсов. Сборник упражнений Антония Грудзиньского (пол. Uniwersum: studia pasażowe...) издан Чеславом Грудзиньским в 1953 году.